# Чаюк, Денис Валентинович
Дени́с Валенти́нович Чаюк (укр. Денис Валентинович Чаюк; 13 февраля 1982, Белогорск) — украинский военнослужащий, полковник, участник российско-украинской войны. Герой Украины (2022).

## Биография
С начала российско-украинской войны Денис Чаюк принимал активное участие в боевых действиях. Он участвовал в АТО и ООС на востоке Украины, включая бои за Луганский аэропорт и город Дебальцево.
24 февраля 2022 года, в день начала полномасштабного вторжения России в Украину, Чаюк находился на одном из полигонов в Днепропетровской области. Уже на следующий день его батальонная тактическая группа преодолела более 200 км и закрепилась на северных окраинах Мелитополя в Запорожской области, где в течение двух суток сдерживала наступление российских войск и обеспечивала отход подразделений Национальной гвардии Украины.
Позже его подразделение отступило на линию обороны Васильевка—Токмак, а затем на линию Каменское—Орехов, продолжая сдерживать натиск противника. 22 марта 2022 года, во время освобождения села Малиновка Пологовского района Запорожской области, Чаюк получил ранение от вражеской гранаты; из его ноги было извлечено 18 осколков.

## Награды
- Звание «Герой Украины» с удостоением ордена «Золотая Звезда» (24 апреля 2022) — за личное мужество и героизм, проявленные в защите государственного суверенитета и территориальной целостности Украины, верность военной присяге[1].
- Медаль «За военную службу Украине» (5 декабря 2017) — за личное мужество и отвагу, проявленные в защите государственных интересов, укрепление обороноспособности и безопасности Украины[2].